# 忠意保險

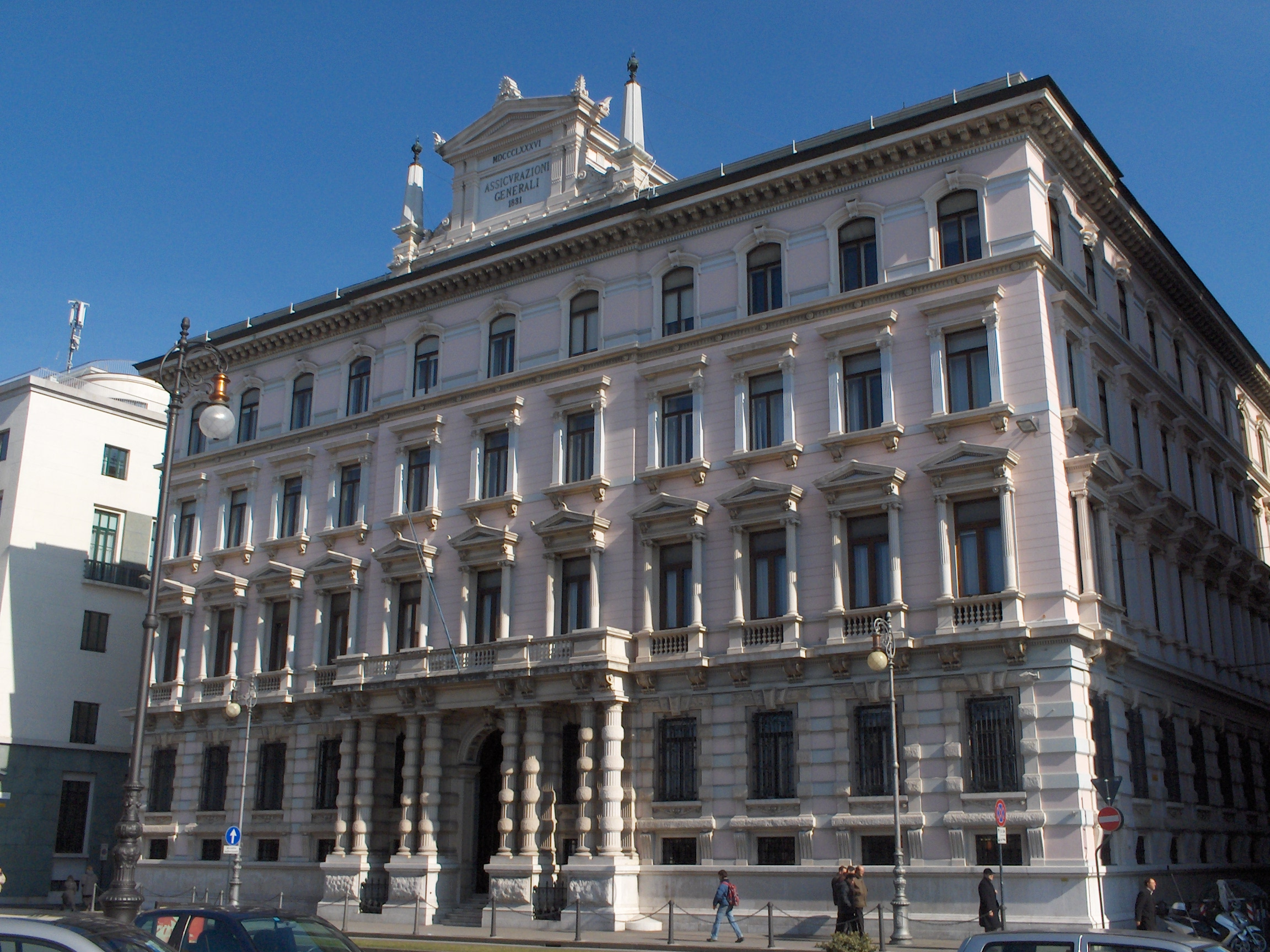
忠意保險總部

忠意保險（Assicurazioni Generali S.p.A.），又稱忠利集團（Generali Group），前稱忠利保險，是義大利的一家保險公司。這家保險公司是義大利最大，世界第三大的保險公司，總部位於第里雅斯特。2010年時，忠意保險的收入在世界保險集團中排名第二，僅次於安盛。

## 外部連結
- 官方网站